# 葡萄酒的香味

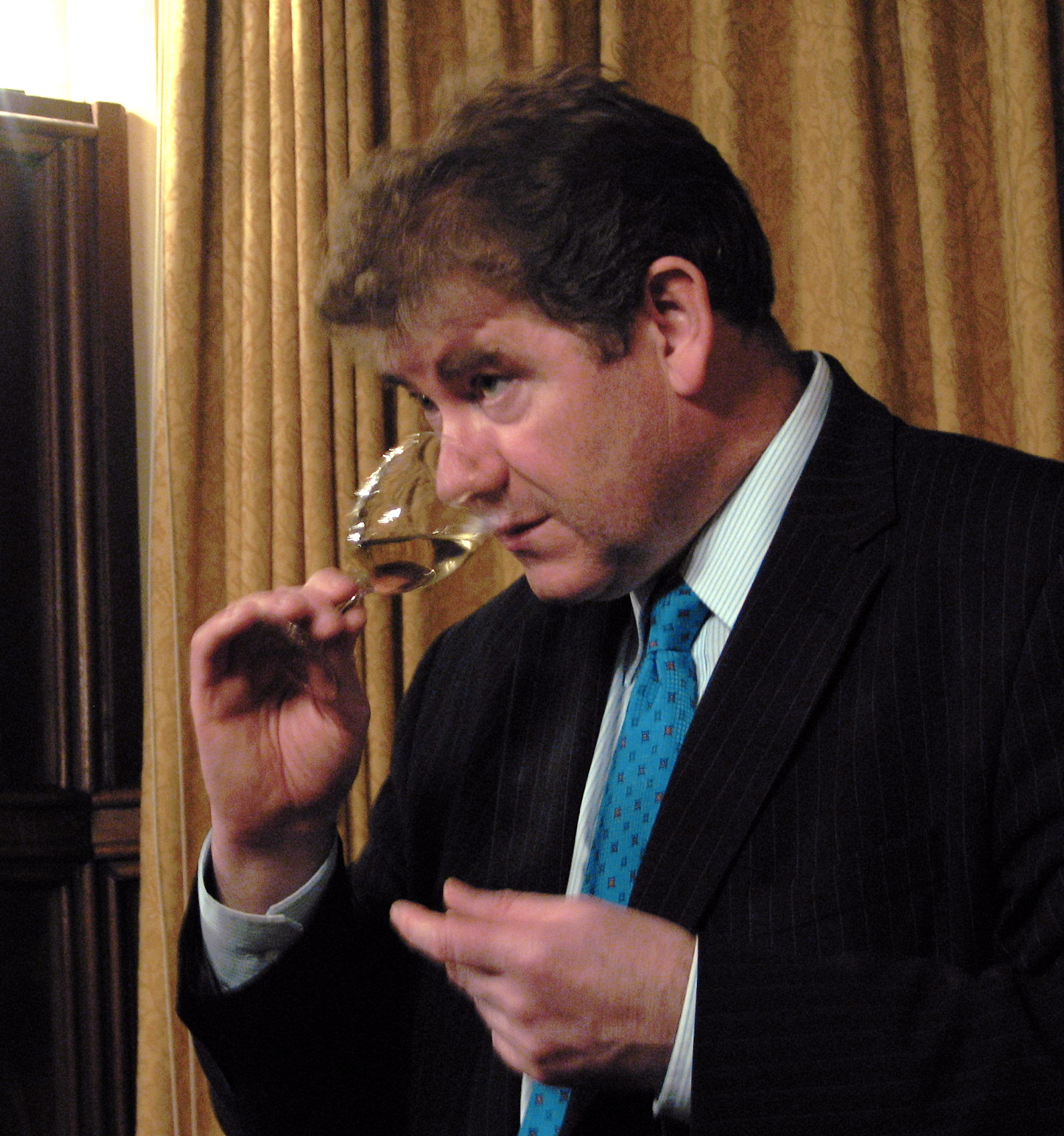
酒的香味主要通過嗅覺而產生

葡萄酒的香味包括各種各樣的水果、泥土、花卉、香草、礦物和木香的味道，主要是由嗅球所感覺，而非一般以為的舌頭。品酒的時候，常在飲用前以嗅覺來分辨氣味。

## 芳香與酒香

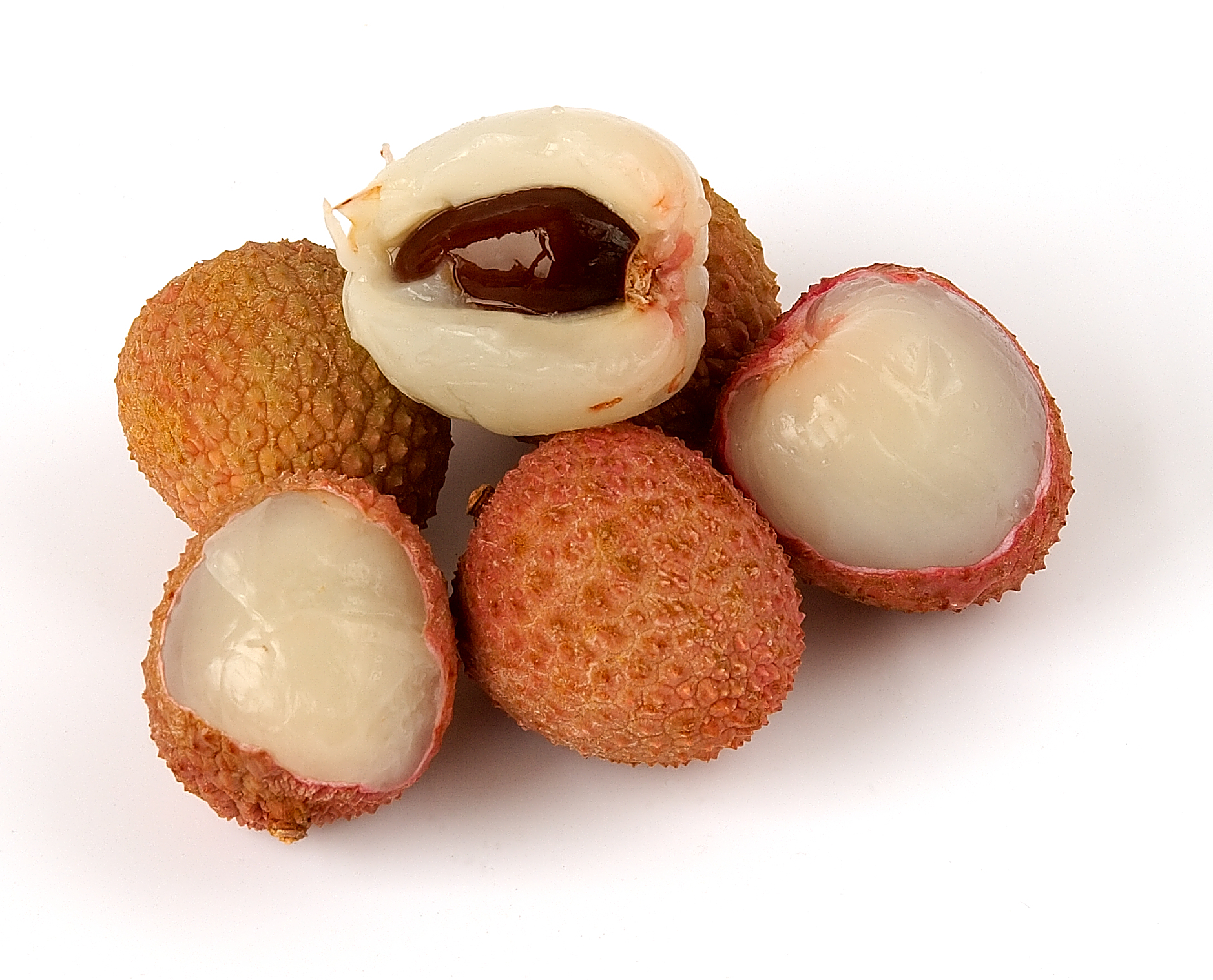
葡萄品種琼瑶浆白葡萄酒的芬香為荔枝。

在專業的品酒中，有所謂「芳香」（aroma）和「酒香」（bouquet）之分。「芳香」指葡萄品種獨特的氣味，常見於品種葡萄酒，如瓊瑤漿為荔枝，赤霞珠為黑醋栗。芳香通常用於酒龄較短的酒。隨著葡萄酒的陈酿老熟，酒中的酸類、醣類、醇類和酚類化合物之間的化學作用，會創造出新的氣味，形成「酒香」，例如陳年索泰爾納的蜂蜜味或黑比諾的松露味。酒香也可包括由發酵和與橡木長久接解所產生的氣味。
在勃艮第，葡萄酒的香味可分為三層，第一層來自特定的葡萄品種的香咊，第二層來自發酵和陳釀於橡木，第三層來自瓶裝後的陳釀。

## 香味的成份
葡萄酒的香味由有揮發性和非揮發性的化合物而來。在發酵過程和新釀葡萄酒新的最初幾個月中，這些化合物之間的化學反應經常發生，使葡萄酒的香味更迅速地改變。當其酒齡漸長並變得成熟，香味的變化和發展會繼續，但速度較慢和漸進。不同葡萄品種有不同的揮發性香味成分存在於葡萄漿果果皮和果汁。大部分產生香味的揮發性化合物，與葡萄酒中的糖形成無味苷。通過由酒中的酶或酸引起的水解，它們轉化成芳香的化合物。品酒基本上是聞這些揮發出來的香氣化合物。不同的嗅覺受體細胞感應不同的香味，並將訊息通過嗅球傳遞給大腦。在1980年代，葡萄的香味/味道化合物與葡萄酒質量之間的相關性再次成為研究重點，科學家使用色譜-質譜儀以確定不同葡萄品種的揮發性香味